# Maritiem Research Instituut Nederland

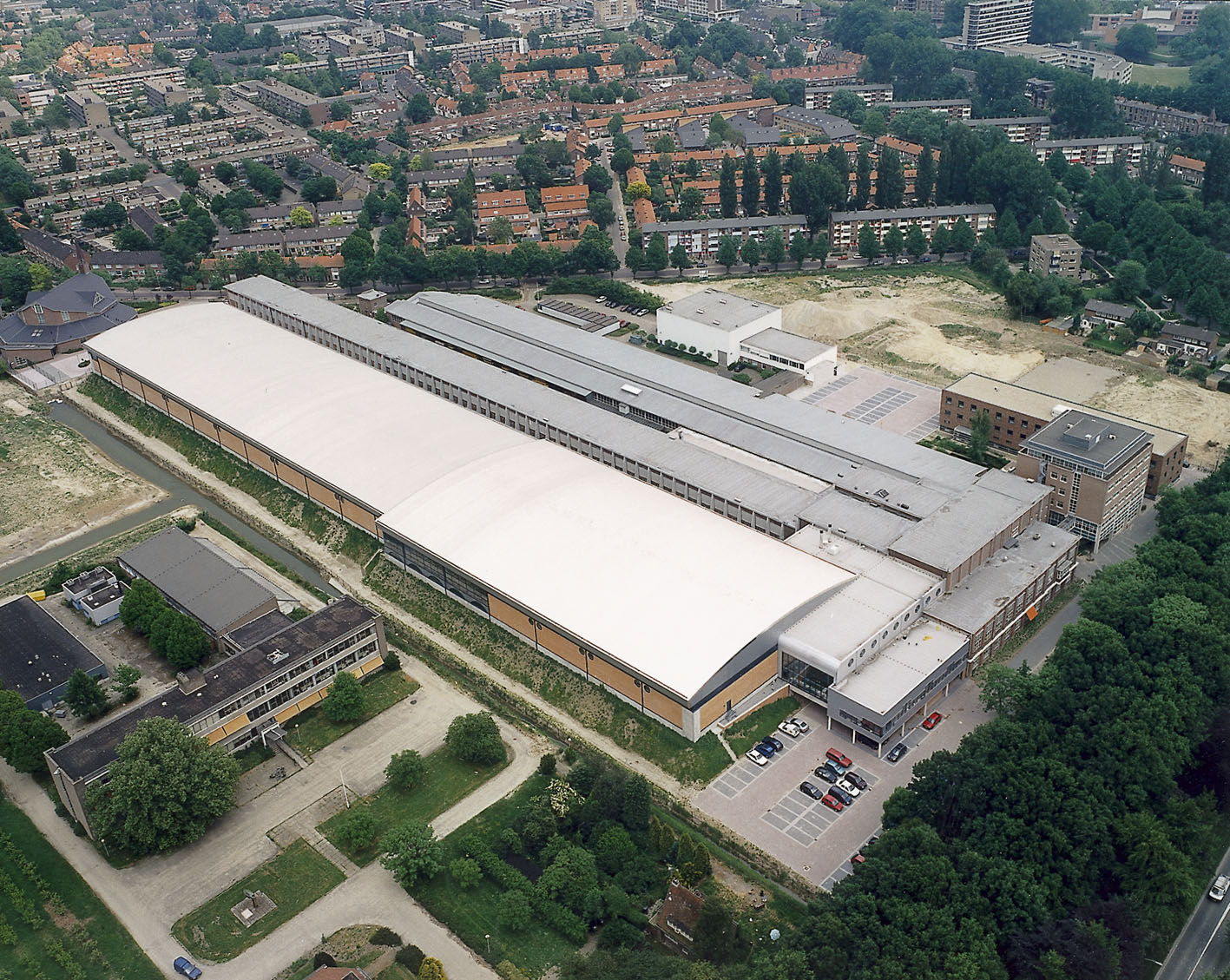
MARIN Wageningen

MARIN, het Maritiem Research Instituut Nederland, is een van de grootste instituten ter wereld voor onderzoek naar hydrodynamica en maritieme technologie door middel van simulaties, modeltesten, ware-groottemetingen en training. MARIN richt zich hierbij op de scheepsbouw, scheepvaart, offshore-industrie en overheden. De belangrijkste klanten zijn werven en reders, ontwerp- en classificatiebureaus, producenten in de olie- en LNG-industrie en marines.
MARIN heeft in Nederland de status van Groot Technologisch Instituut. Ruim 85% van de omzet wordt gerealiseerd door commerciële projecten voor de internationale maritieme industrie. De overige 15% komt voort uit wetenschappelijk onderzoek.
MARIN heeft het hoofdkantoor in Wageningen en beschikt daarnaast over vestigingen in Ede en Houston.

## Faciliteiten
MARIN werd in 1929 opgericht als Stichting Nederlandsch Scheepsbouwkundig Proefstation (NSP). Nadat in 1932 de sleeptank was voltooid, begon men met het testen van scheepsmodellen. Inmiddels beschikt MARIN over de volgende zeven testfaciliteiten: binnenvaarttank, diepwatertank, hogesnelheidstank, offshorebassin, zeegangs- en manoeuvreerbassin, vacuümtank en cavitatietunnel. Voor het trainen van maritiem personeel, zoals loodsen, scheepsofficieren, sleepbootkapiteins en offshorepersoneel zijn er drie simulatoren: de grote brug, kleine brug en de verkeersdienstsimulator.

## Geschiedenis

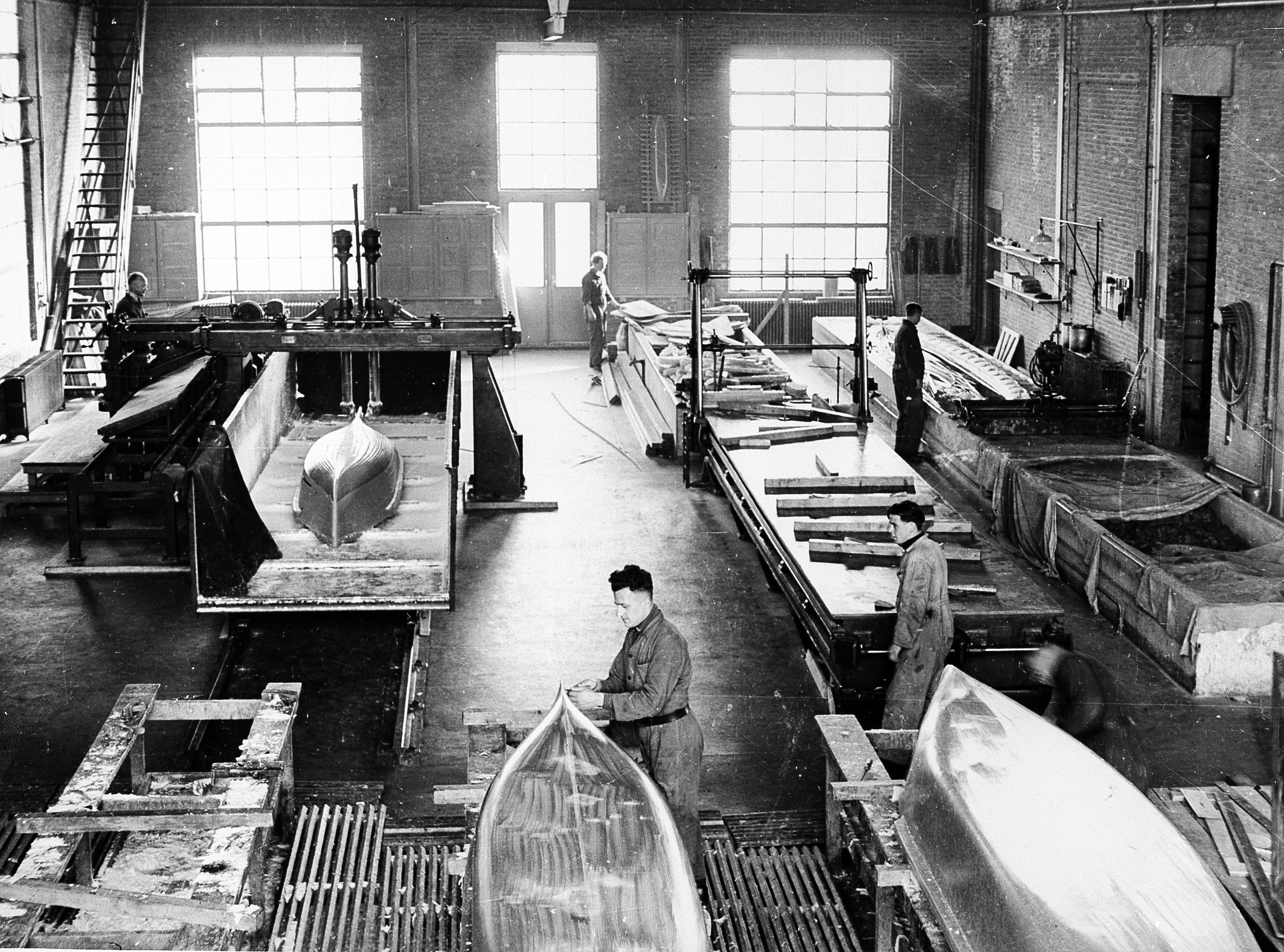
Modellenwerkplaats.

In 1873 werden in Nederland de eerste modelproeven gedaan. Bruno Joannes Tideman, hoofdingenieur van de marine en adviseur voor de scheepsbouw, deed proeven met een schaalmodel van de marinekruiser Atjeh om de weerstand te bepalen en het benodigde machinevermogen vast te stellen.
Toen het in 1927, na de economische depressie, weer goed ging in de scheepvaart, werd begonnen met de bouw van de eerste sleeptank. Diverse partijen droegen bij om dit project tot stand te kunnen brengen. Stoomvaart Maatschappij Nederland, Koninklijke Rotterdamsche Lloyd, Koninklijke Paketvaart Maatschappij en Nederlands-Indische Tankstoomboot-Maatschappij waren bereid de helft van de stichtingskosten voor hun rekening te nemen. Het rijk schonk de resterende 350.000 gulden. Hiermee werd in 1929 de Stichting Nederlandsch Scheepsbouwkundig Proefstation opgericht (NSP), de basis van het huidige instituut.
In april 1932 werd het proefstation NSP in Wageningen in gebruik genomen. De reden om het station in Wageningen te bouwen, was dat daar vanwege de zandgrond niet geheid hoefde te worden en de grond voor 1 gulden kon worden aangekocht. De sleeptank (de huidige diepwatertank) werd gevuld en de eerste sleepproeven waren een feit. Op 9 mei 1932 werd het NSP officieel geopend en beschikte het over een sleeptank, een modellenwerkplaats en een instrumentmakerij. Onderzoek naar scheepsschroeven onder Troost leidde in 1937 tot de Wageningen B-series, die nog steeds veel dient als basis voor schroefontwerpen. In 1941 werd dan ook een grote cavitatietunnel gebouwd voor onderzoek naar schroefcavitatie.
De volgende uitbreiding volgde in 1952. De diepwatertank werd met 92 meter verlengd tot 252 meter en de tekenkamer werd aanzienlijk vergroot. De jaren vijftig en zestig brachten nog meer uitbreidingen. De grote vraag naar specialistisch onderzoek was de aanleiding om ook hiervoor testfaciliteiten te bouwen. De eerste was de zeegangstank in 1956 voor onderzoek naar het gedrag van schepen in golven. Daarna in 1958 de ondiepwatertank, ook wel binnenvaarttank genoemd, voor de duwvaart, de binnenvaart en de koopvaardij op ondiep water. In 1965 werden een hogesnelheidstank en golfstromingstank in gebruik genomen. In de hogesnelheidstank worden proeven gedaan met schepen of aanhangsels die met grote snelheid worden voortgestuwd. In de golfstromingstank, het huidige offshorebassin, worden wind, stroming en golven gesimuleerd en wordt onderzoek gedaan op offshoregebied. Dit is onder meer onderzoek naar het gedrag van constructies tijdens complexe operaties op zee, zoals de olie- en gaswinning en bij baggerwerkzaamheden.
In 1970 werd de manoeuvreersimulator gebouwd en in 1972 werd het instituut uitgebreid met een vacuümtank in Ede voor het onderzoeken van problemen die ontstaan door schroefcavitatie. In 1980 ging het NSP samen met het Nederlands Maritiem Instituut (NMI) in Rotterdam en ontstond het huidige MARIN. Ten slotte werd in 1986 een verkeersdienstsimulator gebouwd voor de training van verkeersdienstbegeleiders. In 2000 en 2001 werden de oorspronkelijke zeegangstank en golfstromingstank vervangen door een nieuw zeegangs- en manoeuvreerbassin en een nieuw offshorebassin. Ook de vacuümtank werd geheel gerenoveerd.